# Cosaques de l'Oural

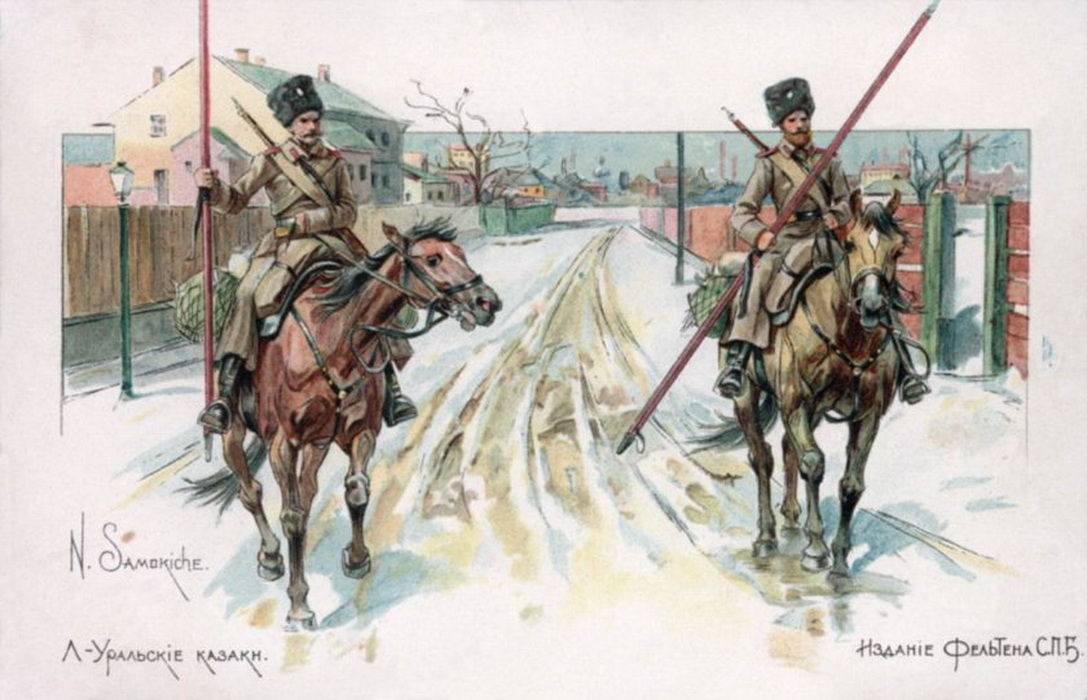
Cosaques de l'Oural, vers 1900.

Les cosaques de l'Oural (en russe : Уральские казаки) ou l’armée cosaque de l'Oural (Ура́льское каза́чье во́йско) est une communauté cosaque de l’empire russe située dans le bassin de l’Oural. La communauté remonte au XIVe siècle et elle portait, jusqu’en 1775, le nom de cosaques du Iaïk. L’état-major était situé à Ouralsk.

## Histoire
Les cosaques de l’Oural se forment spontanément par le mélange de diverses nationalités (Russes et Tatares principalement) à l’est de la Moscovie. Ils sont au service du Tsar à partir de 1591 et sont reconnus officiellement au XVIIe siècle par Moscou.
Lors de la révolte de Pougatchev les cosaques du Iaïk sont fortement impliqués dans la rébellion et après la répression de la révolte ils sont rebaptisés cosaques de l’Oural, perdant au passage leur autonomie relative. Le nom Iaïk est alors supprimé de la toponymie (villes, fleuve) pour effacer le souvenir de la révolte.
Au XIXe siècle les cosaques de l’Oural participent aux expéditions russes en Asie centrale.
Pendant la guerre civile russe les cosaques s’engagent essentiellement du côté des armées blanches de l’amiral Koltchak. Un détachement conduit par l’ataman Tolstov réussit à s'enfuir en Perse après la défaite des Blancs en Transcaspienne. Ceux qui restent en Union Soviétiques sont réprimés pour leur engagement dans les armées blanches.

## Couleurs

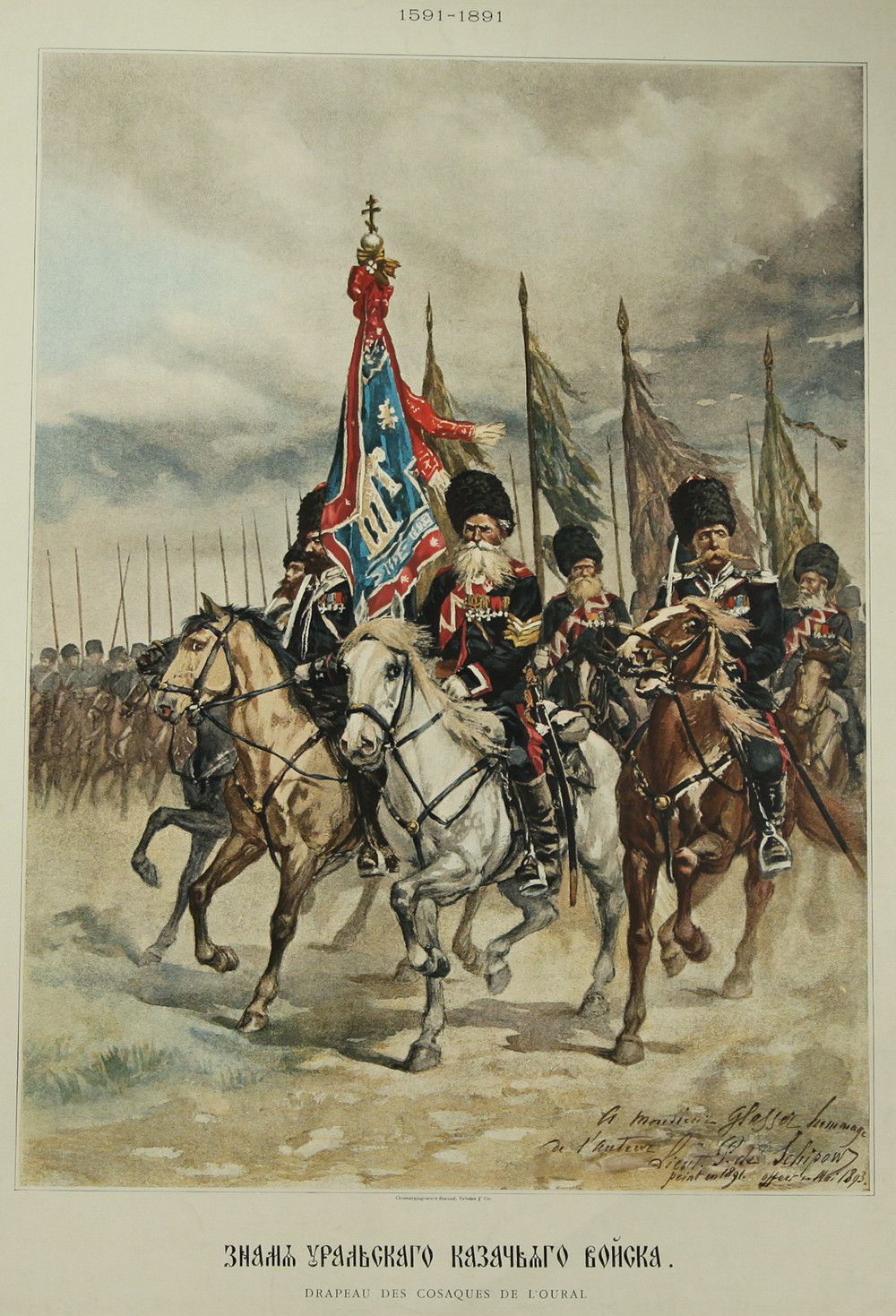
Drapeau des Cosaques de l'Oural, 1891.

Les cosaques de l'Oural portent traditionnellement des bandes de pantalon, des pattes d’épaule et des casquettes à bandeaux cramoisis sur un uniforme bleu foncé.

## Unités militaires
Les cosaques de l’Oural fournissaient en 1914 neuf régiments de cavalerie, une batterie d’artillerie, une sotnia de la garde et 9 sotnias de réserve (en tout plus de treize mille hommes).